# Stacktjärnen, Västergötland
Stacktjärnen är en sjö i Marks kommun i Västergötland och ingår i Rolfsåns huvudavrinningsområde.